# Eparchia di Mardin dei Caldei

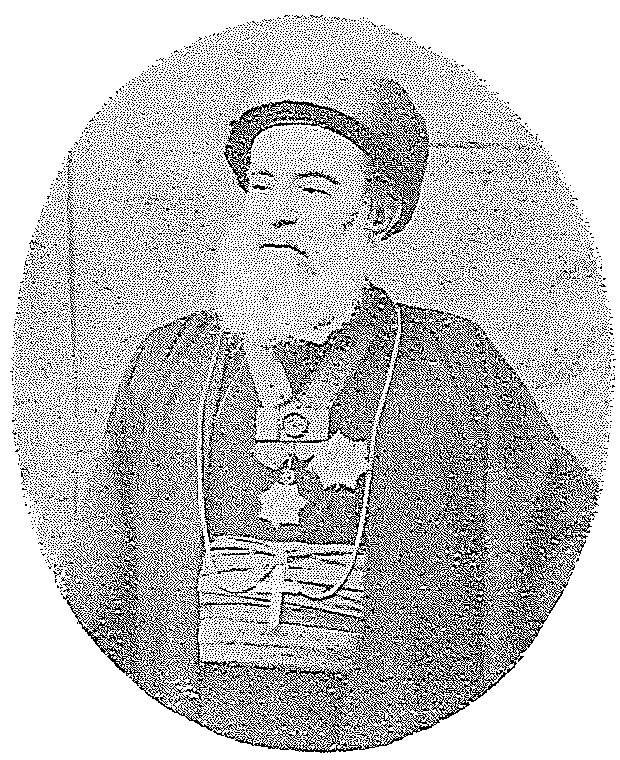
Il vescovo Giovanni Elia Mellus (1890-1908).

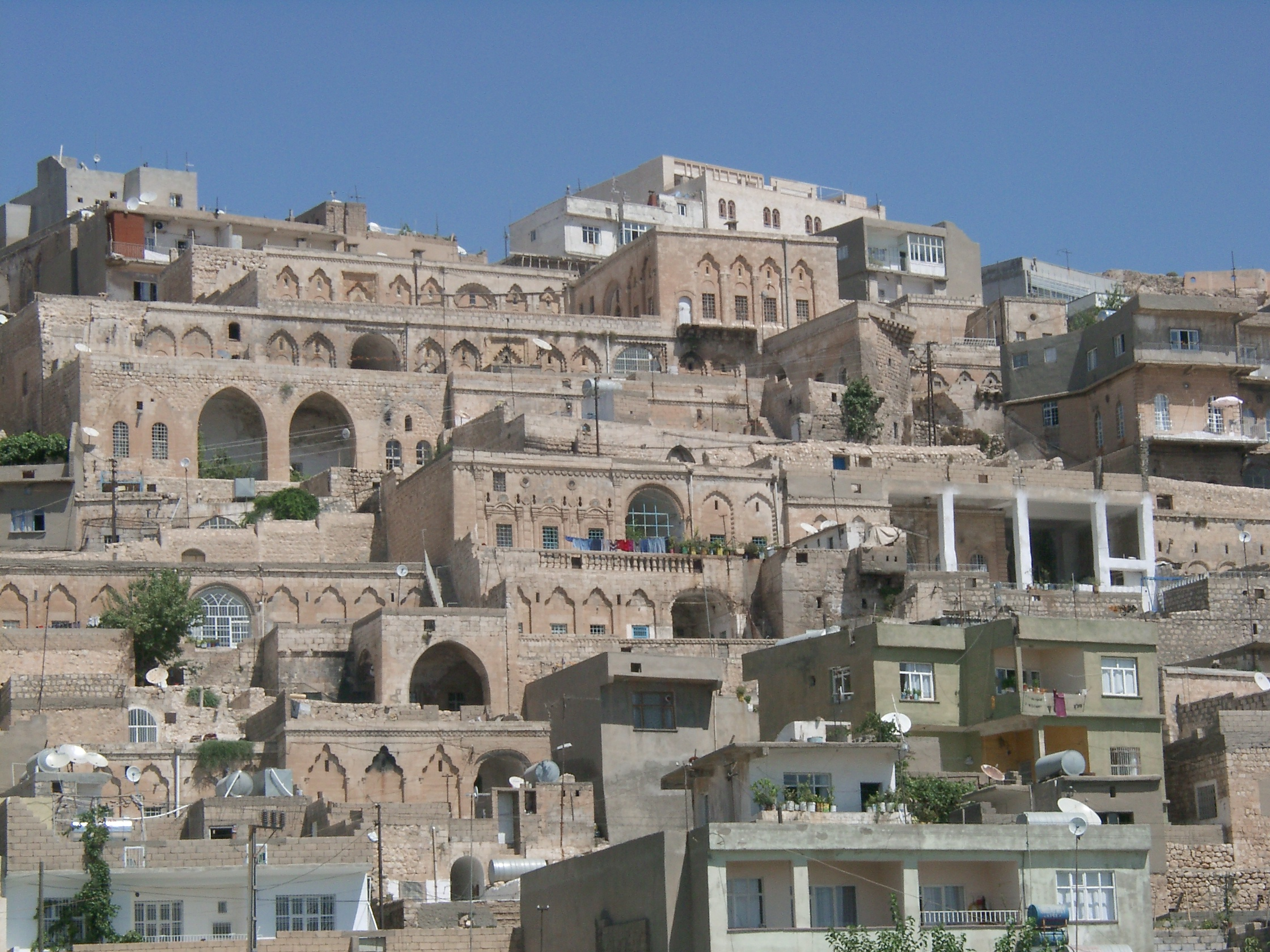
Panorama sul centro storico di Mardin.

L'eparchia di Mardin dei Caldei (in latino: Eparchia Mardinensis Chaldaeorum) è una sede soppressa della Chiesa cattolica caldea e una sede titolare della Chiesa cattolica.

## Storia

### Origini della diocesi
Incerta e discussa è l'origine della diocesi nestoriana di Mardin nell'Alta Mesopotamia. All'inizio del Novecento il prete caldeo Tfinkdji, originario di Mardin, pubblicò una serie episcopale di 16 vescovi, con gli anni esatti di episcopato e il luogo di origine di ciascuno; l'elenco fu scoperto in un manoscritto del 1621 e riporta nomi dalla fine del XII agli inizi del XVI secolo. A quest'elenco Fiey aggiunge altri due nomi: Yahballaha bar Qayyoma, trasferito a Nisibi e poi eletto patriarca nel 1190; e Isho'dnah, attestato nel 1265, che tuttavia lo stesso Fiey ritiene potrebbe essere identico ad un vescovo Denha, menzionato nella lista di Tfinkdji.
David Wilmshurst ha messo in dubbio l'autenticità di questa lista episcopale. Anche se alcuni nomi sono plausibili, l'elenco ne contiene altri raramente presenti nella Chiesa d'Oriente; e sorprende trovare luoghi di origine dove storicamente non sono documentate comunità nestoriane, ma piuttosto quelle della Chiesa ortodossa siriaca. Inoltre, secondo lo stesso autore, nessuno dei vescovi della lista di Tfinkdji è menzionato nelle fonti storiche coeve, che invece attestano l'esistenza di una diocesi di Mardin solo dopo lo scisma del 1552, che portò alla nascita della Chiesa cattolica caldea.
Nelle fonti letterarie Mardin è documentata in tre occasioni, non tuttavia come diocesi autonoma, ma come titolo unito a quello dei vescovi nestoriani di Maiperqat (l'antica Martiropoli, oggi Silvan). Il patriarca Yahballaha II (1190-1222) era vescovo di "Maiperqat e Mardin" prima di diventare metropolitano di Nisibi nel 1176; il vescovo Yohannan di "Maiperqat, Amida e Mardin" era presente alla consacrazione del patriarca Makkikha II nel 1257; infine nel 1265 Isho'dnah, vescovo di "Maiperqat, Amida e Mardin", prese parte alla consacrazione del patriarca Denha I.
Dopo lo scisma del 1552, il titolo di Mardin appare unito a quello dei vescovi di Nisibi. In un colophon del 1554 il metropolita nisibeno Ishoʿyahb è citato come vescovo di "Nisibi, Mardin, Amida e tutta l'Armenia", mentre in due colophon del 1558 e del 1560 ha il titolo di "vescovo di Nisibi, Mardin e Armenia". Il fatto che i metropoliti di Nisibi portassero il titolo di Mardin potrebbe essere la prova che, almeno fino al 1560, la comunità nestoriana di Mardin era ancora fedele al patriarca Shimun VII Isho'yahb.

### I vescovi cattolici
Si deve a Tfinkdji la ricostruzione della serie completa dei vescovi cattolici di Mardin, dove tuttavia le informazioni non sono sempre esatte e documentate storicamente. Primo vescovo cattolico di Mardin è stato Hnanishoʿ (Hnan-Jesu), che sarebbe stato consacrato vescovo di Mardin nel 1553 dal primo patriarca cattolico Shimun VIII Sulaqa. Mardin è tuttavia attestata per la prima volta come diocesi "cattolica" nell'elenco delle diocesi redatto dal patriarca Audishu IV Maroun nel 1562 per la Santa Sede. Hnanishoʿ fu indubbiamente il primo vescovo cattolico di Mardin: fu autore di copie di manoscritti, redatti fra il 1564 e il 1586; nel 1580 sottoscrisse la lettera scritta dal patriarca Shimun IX Denha a papa Gregorio XIII; due anni dopo visitò Gerusalemme e probabilmente è ancora menzionato nel 1587 in una lettera di Leonardo Abela, vescovo titolare di Sidone e inviato speciale del papa in Medio Oriente.
Dopo Hnanishoʿ, Tfinkdji pone il vescovo Giacomo di Nisibi (1584-1615). Le fonti sembrano attestare che tra la fine del XVI secolo e gli inizi del XVII Mardin fu momentaneamente unita a Nisibi; Giacomo infatti è documentato come vescovo di Nisibi fin dal 1581; in un rapporto del 1607 ha il titolo di "metropolita di Mardin", mentre in una lettera dell'inviato romano Pietro Strozzi del 1614 quello di "metropolita di Nisibi e Mardin". Non è però chiara la posizione di questo vescovo; infatti lo stesso Tfinkdji lo dice consacrato dal patriarca nestoriano Elia VII (1576-1591), e, secondo Fiey, Giacomo è stato l'ultimo vescovo nestoriano noto di Nisibi.
Dopo Giacomo, Tfinkdji pone tre vescovi, Giovanni (1615-1641), Giuseppe (1641-1678) e Simone di Amida (1682-1695). Secondo Wilmshurst però, la cronologia proposta è in alcuni casi contraddetta dalle fonti storiche e dai colophon dei manoscritti siriaci. Dopo l'unione con Nisibi, Mardin sembra essere stata per un certo periodo unita con Amida (l'odierna Diyarbakır); infatti il metropolita Timoteo di Amida è documentato dal 1615 al 1622 come "vescovo di Amida di Mardin", cosa che lascerebbe supporre che l'episcopato di Giovanni non iniziò prima del 1622. Inoltre nei colophon Giovanni è documentato fino al 1645. Tfinkdji riferisce che il nome e la durata dell'episcopato di Giuseppe sono stati trovati in una nota a margine di un manoscritto, datato 1679 e conservato in una chiesa giacobita; nulla però si conosce di questo prelato, come pure del successore Simone di Amida.
A Simone succedette Timoteo Maraugin, diventato patriarca nel 1713, e poi Basilio Hesrò, che secondo Tfinkdji governò la sede di Mardin dal 1714 al 1738. Anche in questi casi, secondo Wilmshurst, la cronologia proposta non corrisponde alle fonti storiche. Infatti, secondo lo stesso autore, Timoteo era metropolita di Amida, e governò anche la sede di Mardin dal 1695 alla sua elevazione al patriarcato. Basilio poi non poté essere consacrato nel 1714 come afferma Tfinkdji, ma solo tra il 1728 e il 1731. Questo porta Wilmshurst a supporre che la sede di Mardin sia rimasta vacante dalla morte di Simone di Amida fino al 1728/1731. Come riporta l'epitaffio conservato nella cattedrale di Mardin, Basilio Hesrò morì il 25 settembre 1738.
Dopo la morte di Basilio Hesrò, fu consacrato vescovo il sacerdote Giovanni di Mardin, che prese il nome di Basilio in onore del suo predecessore. Questi non può essere stato consacrato nel 1738, come afferma Tfinkdji, poiché il patriarca Giuseppe III tornò da Roma solo nel 1741; è probabilmente da identificare con il metropolita di Mardin di 95 anni, menzionato dal cardinale Fortunato Tamburini all'inizio del 1757. Rimasto unico vescovo del patriarcato cattolico, spettò a lui la consacrazione del metropolita di Amida Lazzaro Hindi nel febbraio 1757, dal 1759 patriarca con il nome di Giuseppe IV. Secondo il suo epitaffio, Basilio morì il 25 febbraio 1758.
A Basilio succedette Simone, che aiutò il patriarca siro-cattolico Ignazio Michele III Jarweh durante la persecuzione di cui fu oggetto, e che morì, secondo il suo epitaffio, il 29 novembre 1788. Seguì Michele Shawriz, fratello del vescovo Pietro di Seert; consacrato irregolarmente nel 1793 da un vescovo nestoriano, fu scomunicato dalla Santa Sede, ma poi fu riammesso nella comunione cattolica da papa Pio VI nel 1795 e confermato nella sede di Mardin; secondo Tfinkdji morì il 3 aprile 1810.
Dopo una quindicina d'anni di sede vacante, la diocesi di Mardin fu affidata al monaco Ignazio Dashto (1826-1868), a cui si deve la restaurazione della chiesa di Rabban Ormisda di Mardin e la costruzione di una residenza episcopale. Il successore Gabriele Farsò morì prematuramente a 43 anni il 27 giugno 1873; seguì Pietro Timoteo Attar, già metropolita di Amida. Nel 1890 fu trasferito a Mardin il vescovo Giovanni Elia Mellus, che negli anni precedenti era stato scomunicato da Roma perché illecitamente nominato dal patriarca Giuseppe VI per la Chiesa malabarese in India. L'ultimo vescovo di Mardin è stato Israel Audo; i drammi causati dalla prima guerra mondiale determinarono la fine della diocesi, che fu formalmente soppressa alla morte dell'Audo nel 1941.
Dal 1972 Mardin dei Caldei è annoverata tra le sedi vescovili titolari della Chiesa cattolica; il titolo finora non è stato assegnato.

### Statistiche storiche
Nel 1842 la diocesi di Mardin comprendeva la sola città episcopale, con una chiesa, quattro preti e circa 60 famiglie caldee. Nel 1867 oltre a Mardin, la diocesi comprendeva anche due villaggi e una popolazione di circa 1.000 cristiani, serviti da due sacerdoti.
Chabot riporta una dettagliata relazione statistica sulla diocesi di Mardin, al 1º gennaio 1896. La popolazione caldeo-cattolica e di circa 850 unità; esiste una parrocchia a Mardin, una stazione missionaria nei pressi di Nisibis e altre tre nella regione circostante. I preti caldei sono tre, aiutati da missionari cappuccini, che hanno una loro residenza a Mardin. Dipende dalla diocesi una sola scuola per ragazzi.
Anche Tfinkdji riporta dati statistici dettagliati, riferiti al 1914. La diocesi conta circa 1.670 battezzati, 6 preti, 1 chiesa, 2 cappelle e 3 stazioni missionarie, e gestisce tre scuole. La maggior parte dei caldei sono concentrati a Mardin; gruppi di fedeli caldeo-cattolici si trovano anche nei villaggi di Nisibi, Medeath, Tellarmene, Veranchaher e Dereke.
In tempi più recenti, nel 2005 è stata riaperta dopo quasi un secolo una chiesa caldea a Mardin, dove sono censite cinque famiglie caldeo-cattoliche; per l'assenza di preti cattolici, la chiesa è stata affidata al locale sacerdote della Chiesa ortodossa siriaca.

## Cronotassi dei vescovi
La seguente cronotassi e la sua cronologia è quella riportata da Tfinkdji e Fiey nelle rispettive opere citate in bibliografia. Per la diversa cronotassi e cronologia documentata da David Wilmshurst, descritta nella sezione storica di questa voce, riferirsi alla sua opera The ecclesiastical organisation of the Church of the East, pp. 72-75.
- Hnan Jesu † (1553 - 1584 deceduto)
- Giacomo di Nisibis † (1584 - 1615 deceduto)
- Giovanni † (1615 - 1641 deceduto)
- Giuseppe † (1641 - 1678 deceduto)
- Simone d'Amida † (1682 - 1695 deceduto)
- Timoteo Maroghin † (1696 - 13 novembre 1713 eletto patriarca dei Caldei)
- Basilio Hesrò † (1714 - 25 settembre 1738 deceduto)
- Basilio † (1738 - 25 febbraio 1758 deceduto)
- Simone d'Amida † (1758 - 29 novembre 1788 deceduto)
- Michele Shawriz † (1793 - 3 aprile 1810 deceduto)
  - Sede vacante (1810-1826)
- Ignazio Dashto † (8 settembre 1826 consacrato - 12 luglio 1868 deceduto)
- Gabriele Farsò † (22 marzo 1869 - 27 giugno 1873 deceduto)
- Pietro Timoteo Attar † (1873 - 1883 o 26 aprile 1887 dimesso)
  - Sede vacante (1883/1887-1890)
- Giovanni Elia Mellus † (4 settembre 1890 - 16 febbraio 1908 deceduto)
- Israel Audo † (11 maggio 1909 - 16 febbraio 1941 deceduto)